# Nadobnisie i koczkodany
Nadobnisie i koczkodany, czyli Zielona Pigułka – dramat określany jako groteskowy i modernistyczny napisany przez Stanisława Ignacego Witkiewicza w 1922 roku. 
Za najważniejsze inscenizacje "Nadobnisi i koczkodanów" uważa się realizacje Tadeusza Kantora w krakowskim Teatrze Cricot 2 (1973) oraz Krystiana Lupy w jeleniogórskim Teatrze im. Cypriana Kamila Norwida (1978). Spektakl Lupy zyskał międzynarodowy rozgłos i uznanie podczas tournée na Węgrzech (1978) i we Włoszech (1980).

## Ważniejsze polskie inscenizacje
| rok  | teatr                                              | reżyser        | obsada |
| ---- | -------------------------------------------------- | -------------- | --- |
| 1978 | Teatr im. Cypriana Kamila Norwida w Jeleniej Górze | Krystian Lupa  | Maria Maj, Teresa Pawłowicz, Ewa Jagiełło, Jerzy Stępkowski, Andrzej Kempa, Piotr Skiba, Andrzej Szczytko, Andrzej Iwiński, Ryszard Wojnarowski, Kazimierz Krzaczkowski, Ryszard Machnowski, Krzysztof Bień, Włodzimierz Kowalewski, Ferdynand Załuski, Marek Urbański, Stanisław Biczysko, Andrzej Chudy, Zdzisław Książek-Rozenau, Aleksander Pestyk, Krzysztof Rysiak, Bogdan Słomiński, Stanisław Cichocki |
| 1973 | Cricot 2                                           | Tadeusz Kantor | Lesław Janicki, Wacław Janicki, Maria Stangret, Zofia Kalińska, Zbigniew Bednarczyk, Jan Güntner, Stanisław Gronkowski, Bogdan Grzybowicz, Jacek Stokłosa, Kazimierz Mikulski, Stanisław Rychlicki, Wiesław Borowski, Zbigniew Gostomski, Mira Rychlicka, Barbara Kober, Stanisław Balewicz, Monika Piotrowicz, Paweł Partyka                                                                                  |